# Федір Шкура
Федір (Фесько) Шкура (*д/н — †до 1762) — кошовий отаман Війська Запорозького Низового у 1756 році.

## Життєпис
Відомості про нього обмежені. Вперше документально згадано в реєстрі 1753 року. На той час вже був Менським курінним отаманом. 1754 року спільно з Дмитром Стягайлом був караульним старшиною (відповідав за охорону кордонів), брав участь у переслідуванні гайдамаків.
Ймовірно разом з Василем Кишенським очолював «сіромах». Інші дослідники розглядають їх як представників прокримської партії. 24 червня 1756 року разом з Кишенським очолив повстання проти кошового отамана Григорія Лантуха, який в обхід звичаю намагався скасувати виборність старшини. В результаті новим кошовим став сам Шкура.
Цю подію намагався використати Федір Мирович, що перебував в Кримському ханстві. При цьому мав контакти з агентами колишнього польського короля Станіслава Лещинського, герцога Лотарингії. Останній, діючи в інтересах Франції в умовах початку Семирічної війни, планував організувати повстання запорожців, їх перехід на бік Криму, а потім спільні дії кримських татар і козаків на півдні Російської імперії.
Шкура в свою чергу розраховував використати невдоволення більшості запорожців намаганням обмежити їх права з боку гетьмана Кирила Розумовського та утворенням Нової Сербії, на користь якої російський уряд намагався відняти ще землі Війська Запорозького.
Втім Шкура не зміг повністю опанувати ситуацією, оскільки до 8 листопада того ж року втратив посаду. Припускають, що в цьому певну роль відіграв Петро Калнишевський та секунд-майор В.Федцов, комендант Новосіченського ретраншементу. Разом з Кишенським Щкуру було відправлено на гетьманський суд до Глухова, де виправдано. Г.Лантуха повернуто на посаду кошового отамана, але оскільки той перебував під слідством в Глухові, то було призначено наказного кошового, яким став Прокіп Довженко. Федір Шкура помер до 1762 року.